# Julio López Gil
Julio López Gil (nacido en 1857 en Calatayud, Zaragoza) fue un abogado y político español.

## Reseña biográfica
Fue abogado y ejerció la profesión en Calatayud.
Miembro del Partido Liberal Republicano.
Diputado en la Diputación Provincial de Zaragoza en representación del distrito de Calatayud-Ateca. Fue Vicepresidente.
Del 07 de enero de 1921 al 12 de julio de 1921 fue Presidente de la Diputación Provincial de Zaragoza.
Falleció en 1934.
| Predecesor: Javier Ramírez Orue | Presidente de la Diputación Provincial de Zaragoza 07 de enero de 1921 - 12 de julio de 1921 | Sucesor: Manuel Lorente Atienza |